# Минхо
Чхве Минхо (кор. 최민호, 崔珉豪; род. 9 декабря 1991, Инчхон), более известный как Минхо, — южнокорейский певец и актёр. Является главным рэпером и вокалистом популярного бойбенда SHINee.
Актёрский дебют Минхо состоялся в ноябре 2010 года в дораме «Пианист». С того момента он снялся в ряде популярных и успешных проектов: «Гуру саламандры и теневая операция» (2012), «Для тебя во всем цвету» (2012), «Гении медицины» (2013), «Потому что это в первый раз» (2015) и «Хваран: Начало» (2016). В мае 2016 года состоялся дебют на большом экране в фильме «Бабушка Ге Чун».

## Карьера

### 2008−09: Начинания в карьере и SHINee
Минхо прошёл прослушивание через отборочную систему и подписал контракт с S.M. Entertainment в 2006 году. В марте 2008 года участвовал в модном показе Ха Сан Бега в рамках недели моды в Сеуле. В апреле он был выбран как один из участников новой мужской группы SHINee, дебют состоялся 25 мая 2008 года на музыкальном шоу Inkigayo. Дебютный мини-альбом Replay был выпущен 22 мая и показал хорошие результаты в корейских музыкальных чартах.
В 2009 и 2010 году Минхо снялся в корейской и японской версиях видеоклипа «Gee» Girls’ Generation. Также принимал участие в видеоклипе VNT на дебютный сингл «Sound». В 2009 году Минхо стал постоянным участником шоу «Вперёд! Команда мечты».

### 2010−15: Написание песен и актёрский дебют

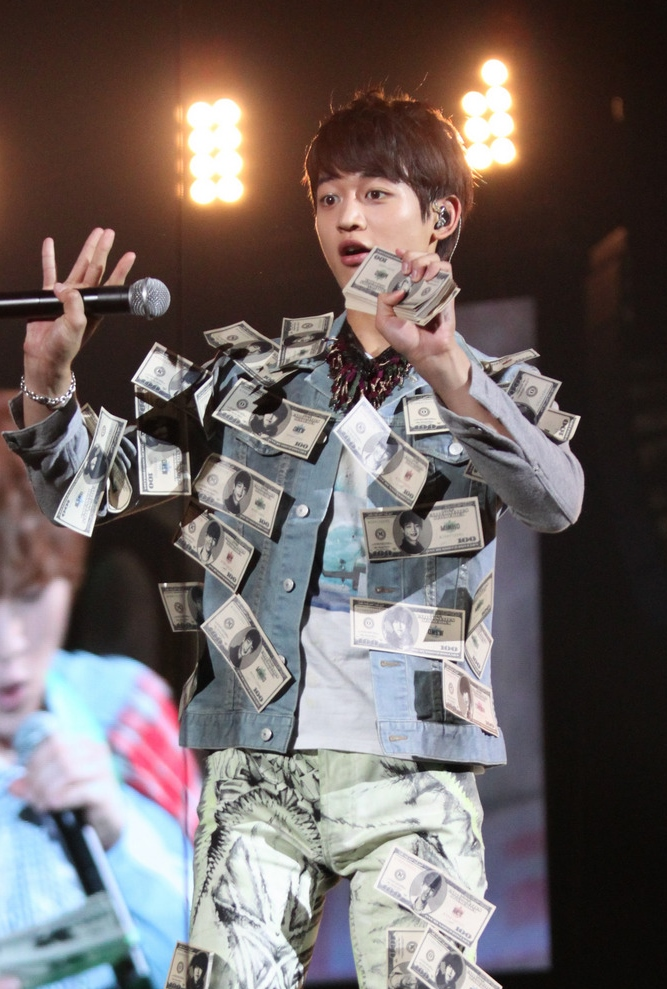
Минхо на SHINee World II в Тайване, сентябрь 2012 года

В 2010 году Минхо появился в специальной дораме KBS2 «Пианист», где его партнёром стала Хан Чжихе. В 2011 году снялся в ситкоме SBS «Гуру саламандры и теневая операция», сыграв роль хакера.
В 2012 году Минхо получил главную роль в дораме «Для тебя во всём цвету» — юноша Кан Те Джун, занимается прыжками в высоту (рекорд 2м 31см) влюбляется по уши в Дже Хи(девушка приехавшая и замаскировавшаеся под парня, чтобы Те Джун начал опять прыгать). В конце парень находит девушку в Штатах и они обнялись, на этом закончилась дорама. Где помимо него приняли участие Солли(его девушка в дораме) (f(x), ныне бывшая участница) и Ли Хёну. Сериал является корейской адаптацией японской сёдзё-манги «Для тебя во всём цвету». Трансляция началась 15 августа на SBS. Для подготовки к роли золотого медалиста по прыжкам в высоту ему пришлось заниматься с бывшим атлетом и членом Корейской Федеральной Ассоциации Атлетов Ким Тэёном полтора месяца. Его личным рекордом на тот момент был прыжок высотой 175 сантиметров.
В сентябре 2012 года JQ, работающий в SM, чтобы улучшить и верно направить способности в рэпе у артистов агентства, а также являющийся рэп-инструктором SHINee, похвалил способности Минхо в написании рэп-партий и отметил, что у него есть достаточно хороших идей. Он также был особенно доволен рэп-партией в сингле «Juliette» (2009). Минхо участвовал в написании рэп-партий для многих композиций SHINee с их дебютного альбома The SHINee World.
В июле 2013 года Чхве вернулся на малые экраны в дораме MBC «Гении медицины». Рейтинги оказались низкими и сюжет был раскритикован за то, что в нём было слишком много историй, а акцент на главной терялся. Несмотря на это, актёрская игра Минхо получила много положительных отзывов, был также отмечен его рост, как актёра.
В 2015 году Минхо получил главную мужскую роль в дораме «Потому что это в первый раз», где его партнёром стала Пак Содам; трансляция началась в сентябре. Дорама стала первой для OnStyle, всего было снято восемь эпизодов.

### 2016−настоящее время: Дебют на большом экране

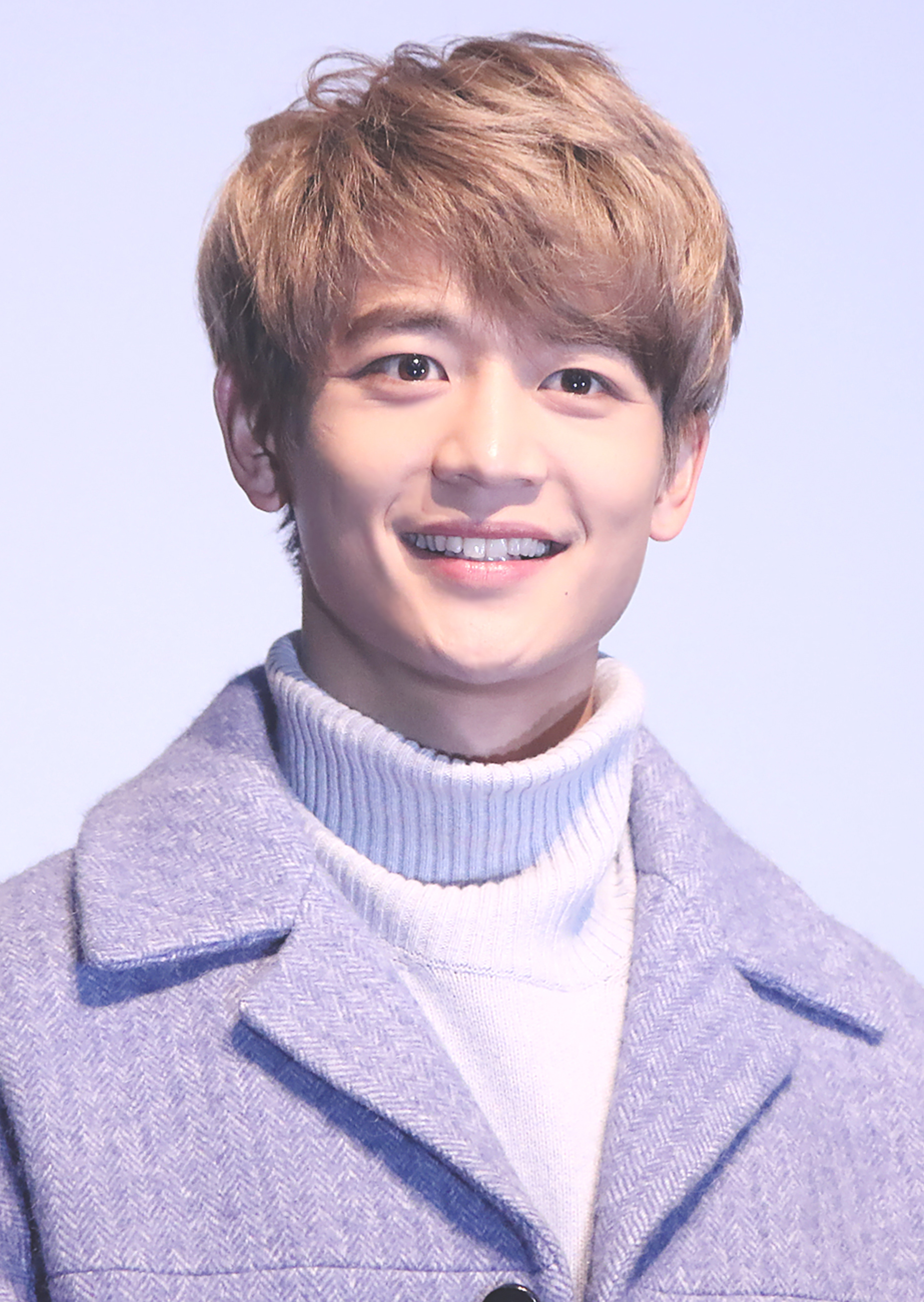
Минхо на пресс-конференции «Хваран: Начало», декабрь 2016 года

В начале 2016 года популярность Минхо в качестве актёра резко возросла. Он был отобран в ряд проектов, в том числе для исторической дорамы «Хваран: Начало», премьера которой состоялась 19 декабря на KBS2. В мае состоялся показ полнометражного фильма «Бабушка Ге Чун», съёмки которого прошли в 2015 году. Он также сыграл второстепенную роль в фильме «Брачная гармония». Позже Минхо снялся в картине «Двое мужчин» с Ман Донсоком. Премьера состоялась на Каннском кинофестивале. Мировая премьера также была на Пусанском международном кинофестивале в октябре.
В 2017 году Чхве снялся в веб-дораме JTBC «Внезапно 18» с Ли Юби. Рейтинги оказались высокими, онлайн сериал смотрели 870 тысяч зрителей, и с 8 октября начался повтор дорамы, но уже на самом канале. Минхо также принял участие в корейской адаптации японского аниме «Оборотни». Фильм вышел в 2018 году. В сентябре Минхо получил специальную награду от Indonesian Television Awards за свою популярность в стране и за его участие в дорамах. Он стал первым корейским артистом, получившим награду от данной премии. 15 ноября издание Vogue включило Минхо в список «Самых сексуальных ныне живущих мужчин». В декабре он снялся в мини-дораме «Самое прекрасное прощание», которая является одноимённым ремейком фильма 1996 года.

## Личная жизнь
```
«Я хотел стать профессиональным футболистом, как и мой отец, […] Но когда я учился в пятом классе, он сказал, что вышвырнет меня из дома, если это желание станет моей мечтой. Это был первый раз, когда он не одобрил то, что я делал, поэтому я решил бросить эту мечту»
```

Минхо окончил среднюю школу, аффилированную с Университетом Конгук 10 февраля 2010 года. После сдачи вступительных испытаний при поступлении в колледж он был принят на неполный учебный день в Конгуке по специальности «Искусство и культура в кино», окончив данное направление в 2015 году. Его отец — Чхве Юнгюм, известный южнокорейский футбольный тренер. Минхо унаследовал хорошие физические данные, и не раз показывал свои способности на развлекательных шоу, а однажды выиграл приз от Ли Ёнпхё, бывшего участника национальной сборной. Чхве также обеспечил победу своей команде в спортивных соревнованиях между айдолами. Изначально Минхо хотел стать профессиональным футболистом, как и его отец, но Юнгюм не одобрил его решение, заявив: «Честно сказать, я не хотел, чтобы он следовал по моему пути, […] Когда я играл, это было очень трудно, очень оскорбительно в те дни. Я мог побыть дома лишь пару часов и возвращался к тренировкам. Было больно видеть, как сын просит меня остаться на ночь». Он также добавил, что с его точки зрения, как футбольного тренера, его сын не смог бы хорошо управлять в этой области. Юнгюм сказал, что Минхо волевой человек, но имеет маленькие рамки в своей деятельности.

## Роль посла
В 2011 году Минхо стал Почётным послом ЮНИСЕФ/ В 2014 году вместе с Юной стал послом ЮНИСЕФ для кампании «Даём надежду детям»/ В том же году он попал в список «Богатейшие корейские звёзды», его доход составил 300 миллионов вон. В 2016 году Чхве был частью кампании #IMAGINE от ЮНИСЕФ, приуроченной к 25-й годовщине Конвенции о правах ребёнка.
В ноябре 2017 Минхо и Первая леди США Меланья Трамп участвовали в кампании «Girls Play 2», проходившей в американском посольстве в Корее. Мероприятие было организовано для промо Зимних Олимпийских Игр 2018.

## Дискография

### Авторство в композициях SHINee
| Год  | Исполнитель | Альбом                                     | Песня                                                    | Совместно с                                                                           |
| ---- | ----------- | ------------------------------------------ | -------------------------------------------------------- | ------------------------------------------------------------------------------------- |
| 2008 | Shinee      | The Shinee World                           | «Sarangui Gil (Love’s Way)»                              | Хвисон                                                                                |
| 2008 | Shinee      | The Shinee World                           | «Sanso Gateun Neo (Love Like Oxygen)»                    | Юн Чонгвон, Ян Хугим (Xperimental Productions), Sigvardt, Лукас Секон, Томас Троелсен |
| 2008 | Shinee      | The Shinee World                           | «Geunyeoga Heeojyeotda (One For Me)»                     | Хвисон                                                                                |
| 2008 | Shinee      | The Shinee World                           | «Hwajangeul Hago (Graze)»                                | Чон Бэгим                                                                             |
| 2008 | Shinee      | The Shinee World                           | «Nae Gyeoteman Isseo (Best Place)»                       | Сук Хон, Пак Хэхён                                                                    |
| 2008 | Shinee      | The Shinee World                           | «Noona Neomu Yeppeo (Replay)»                            | Ян Хугим (Xperimental Productions)                                                    |
| 2009 | Shinee      | Romeo                                      | «Juliette»                                               | Джонхён                                                                               |
| 2009 | Shinee      | 2009, Year of Us                           | «Get Down»                                               | Ки, JQ, Big Tone, Райан Джун, Анита Пол, Script Shepherd, Антванн Фрост               |
| 2010 | Shinee      | Lucifer                                    | «Up&Down»                                                | Misfit, Джонхён                                                                       |
| 2010 | Shinee      | Lucifer                                    | «욕 (Obsession)»                                         | Джонхён                                                                               |
| 2010 | Shinee      | Lucifer                                    | «Wowowow»                                                | Ким Джихи                                                                             |
| 2010 | Shinee      | Lucifer                                    | «Your Name»                                              | Оню                                                                                   |
| 2010 | Shinee      | Hello (переиздание Lucifer)                | «Hello»                                                  | Ина Ким                                                                               |
| 2010 | Shinee      | Hello (переиздание Lucifer)                | «하나 (One)»                                             | Пак Сонсу                                                                             |
| 2010 | Shinee      | Hello (переиздание Lucifer)                | «Get It»                                                 | Ceejay, Gilme, Ки                                                                     |
| 2012 | Shinee      | Sherlock                                   | «알람시계» (Alarm Clock)                                 | Джонхён                                                                               |
| 2012 | Shinee      | Sherlock                                   | «낯선자» (Stranger)                                      | Ким Чханбэ                                                                            |
| 2012 | Shinee      | Sherlock                                   | «늘 그자리에 (Honesty)» (Always At That Place (Honesty)) | Джонхён                                                                               |
| 2013 | Shinee      | Dream Girl — The Misconceptions of You     | «Dream Girl»                                             | Jun Gan-di                                                                            |
| 2013 | Shinee      | Dream Girl — The Misconceptions of You     | «Girls, Girls, Girls»                                    | Чун Ганди, Ки                                                                         |
| 2013 | Shinee      | Dream Girl — The Misconceptions of You     | «방백» (Aside)                                           | Хван Хён                                                                              |
| 2013 | Shinee      | Dream Girl — The Misconceptions of You     | «아름다워» (Beautiful)                                   | Ча Янун                                                                               |
| 2013 | Shinee      | Dream Girl — The Misconceptions of You     | «다이너마이트» (Dynamite)                                | Ким Бомин                                                                             |
| 2013 | Shinee      | Why So Serious? — The Misconceptions of Me | «Shine» (Medusa I)                                       | Misfit                                                                                |
| 2013 | Shinee      | Why So Serious? — The Misconceptions of Me | «오르골 (Music Box)» (Orgel)                             | Джонхён                                                                               |
| 2013 | Shinee      | Why So Serious? — The Misconceptions of Me | «Excuse Me Miss»                                         | Ким Бомин                                                                             |
| 2013 | Shinee      | Why So Serious? — The Misconceptions of Me | «떠나지 못해 (Can’t Leave)» (Sleepless Night)            | Чханмин                                                                               |
| 2013 | Shinee      | Everybody                                  | «Destination»                                            | Ким Минджун                                                                           |
| 2013 | Shinee      | Everybody                                  | «닫아줘» (Close the Door)                                | Чинбо                                                                                 |
| 2013 | Shinee      | Everybody                                  | «Colorful»                                               | Джун Ганди, Ки                                                                        |
| 2015 | Shinee      | Odd                                        | «Romance»                                                | Ким Инхён (Jam Factory)                                                               |
| 2015 | Shinee      | Odd                                        | «이별의 길» (English: Farewell My Love)                  | 1월 8일 (Jam Factory)                                                                 |

## Фильмография
| Год       |   | Русское название                   | Оригинальное название           | Роль                                       |
| --------- | - | ---------------------------------- | ------------------------------- | ------------------------------------------ |
| 2008      | с | Драгоценное дитя                   | My Precious You                 | В роли самого себя (специальное появление) |
| 2010      | с | Пианист                            | Pianist                         | О Джеро                                    |
| 2012      | с | Гуру саламандры и теневая операция | Salamander Guru and The Shadows | Чхве Минхёк                                |
| 2012      | ф | Это – Я                            | I AM.                           | В роли самого себя                         |
| 2012      | с | Для тебя во всем цвету             | To The Beautiful You            | Кан Тхэджун                                |
| 2013      | с | Гении медицины                     | Medical Top Team                | Ким Сонъу                                  |
| 2015      | ф | SMTOWN: Сцена                      | SMTOWN The Stage                | В роли самого себя                         |
| 2015      | с | Потому что это в первый раз        | Because It's The First Time     | Юн Тэо                                     |
| 2016      | ф | Бабушка Ге Чун                     | Canola                          | Хан И                                      |
| 2016      | ф | Двое мужчин                        | Derailed                        | Чжин Ил                                    |
| 2016      | с | Пьющие в одиночестве               | Dringking Solo                  | В роли самого себя (камео)                 |
| 2016—2017 | с | Хваран: Начало                     | Hwarang: The Poet Warrior Youth | Ким Сухо                                   |
| 2017      | с | Внезапно 18                        | Somehow 18                      | О Кёнхви                                   |
| 2017      | с | Самое прекрасное прощание          | The Most Beautiful Goodbye      | Чонсу                                      |
| 2018      | ф | Брачная гармония                   | The Princess and the Matchmaker | Со Гаюн                                    |
| 2018      | ф | In-rang                            | In-rang                         | Ким Джульджин                              |
| 2019      | ф | Битва за Чансари                   | Jangsari: Icheojin Yeongungdeul |                                            |
| 2021      | с | Клетки Юми                         | Yumieui Sepodeul                | Уги                                        |

## Награды и номинации
| Год       | Премия                             | Номинация                         | Что номинировано       | Результат | Ссылка        |
| --------- | ---------------------------------- | --------------------------------- | ---------------------- | --------- | ------------- |
| 2010      | SBS Entertainment Awards           | Новичок в развлекательных шоу     | н/д                    | Победа    | [ 47 ]        |
| 2011      | Honorary Ambassador for Youth 2011 | н/д                               | н/д                    | Победа    | [ 48 ]        |
| 2012      | SBS Drama Awards                   | Новая звезда                      | Для тебя во всём цвету | Победа    | [ 49 ]        |
| 2012      | SBS Drama Awards                   | Лучшая пара (с Солли)             | Для тебя во всём цвету | Номинация | [ 49 ]        |
| 2013      | MBC Drama Awards                   | Лучший актёр-новичок              | Гении медицины         | Номинация | [ 50 ]        |
| 2014      | Пэксан                             | Самый популярный актёр (ТВ)       | Гении медицины         | Номинация | [ 51 ]        |
| 2014-2015 | MBC Entertainment Awards           | Награда за популярность (ток-шоу) | Music Core             | Победа    | [ 52 ] [ 53 ] |
| 2017      | Indonesian Television Awards       | Специальная награда               | н/д                    | Победа    | [ 54 ]        |
| 2017      | Большой колокол                    | Лучший актёр-новичок              | Двое мужчин            | Номинация | [ 55 ]        |